# Ида Герцфельдская
Ида Герцфельдская (Ида; нем. Ida von Herzfeld, ок. 775 — 3 сентября 825, Герцфельд, Вестфалия) — святая, канонизирована в 980 году. Почитается как святая, построившая первый каменный храм на восточной стороне Нижнего Рейна и ставшая первой святой земли Вестфалии.

## Биография
Святая Ида родилась в 775 году (по другим источникам, в 770) в знатной франкской семье, близко связанной родственными связями с Каролингами. Её покровителем долгие годы был император Карл Великий, при его дворе Ида получила образование, он же выдал её замуж за своего близкого соратника, саксонского герцога по имени Эгберт и щедро одарил поместьями.
Брак, судя по всему, был счастливым, однако муж Иды умер довольно рано — в 811 году. Вскоре после его смерти святая Ида поселилась прямо под стеной церкви, над могилой мужа, где для неё была сооружена комната-портик.

## Семья и дети
Дети Иды Герцфельдской от графа Эгберта:
- Варин (аббат княжества-аббатства Корвей с 826 по 856)
- Граф Коббо Старший
- Адила (Адилла, Матильда), аббатисса Херцфельда — по некоторым источникам, жена Бруно Энгернского.

## Почитание
Ида Герцфельдская умерла 4 сентября 825 и была похоронена в храме в Герцфельде, впоследствии ставшем первым местом паломничества в Вестфалии. В Герцфельде в сентябре проходит ежегодный фолк-фестиваль «Неделя Иды»; в ходе этого празднования мощи святой торжественно проносят через деревню.

### Иконография
Часто изображается несущей макет церкви или с голубем, парящим над головой, а также с оленем. Предание гласит, что олень (символ саксонцев), убегавший от преследовавших охотников, подбежал на переправе к Иде и встал под её защиту; с ней он проследовал на другой берег, больше уже никуда не отходил и даже во время строительства церкви подносил на своей спине отесанные камни. Гербом Герцфельда до сих пор является олень.